# أنوراغ باسو
أنوراغ باسو هو قاضي هندي، ومخرج، وممثل، وكاتب سيناريو ومنتج. بدأ مسيرته المهنية في التلفزيون وانتقل إلى الأفلام الطويلة في عام 2002. حقق باسو نجاحًا أوليًا مع أفلامه التي تتناول موضوعات العاطفة والزنا والخيانة الزوجية، مثل: كايتس وقتل والحياة في... مترو. وبعدها أصبح يخرج الأفلام الكوميديا الدرامية، مثل: بارفي! وجاغا جاسوس.

## وصلات خارجية
- أنوراغ باسو على موقع IMDb (الإنجليزية)
- أنوراغ باسو على موقع ألو سيني (الفرنسية)
- أنوراغ باسو على موقع أول موفي (الإنجليزية)
- أنوراغ باسو على موقع قاعدة بيانات الفيلم (الإنجليزية)
- أنوراغ باسو على موقع كينوبويسك (الروسية)